# Pauline Klengel
Pauline Frederika Klengel, verheiratete Röntgen (* 28. Juni 1831 in Leipzig; † 25. Juli 1888 ebd.) war eine deutsche Pianistin.

## Leben
Pauline Klengel kam aus einer Musikerfamilie: Sie war die Tochter des Geigers Moritz Gotthold Klengel, der auch am Leipziger Konservatorium lehrte, und der Marie Susanne Roger. Ihr Bruder war Julius Wilhelm Klengel (1818–1879) und dessen Sohn, Julius Klengel, Cellist und Komponist. Ihr Onkel war der Sänger August Gottlieb Klengel (1787–1860). Ihre pianistische Ausbildung erfolgte vermutlich im familiären Umfeld bzw. durch Privatunterricht. Sie trat vor allem mit kammermusikalischen Werken auf.
Mit 16 Jahren spielte sie mit bekannten Musikergrößen Leipzigs am 6. März 1848 bei einem kammermusikalischen Konzert im Gewandhaus, zusammen mit Ferdinand David (Violine), Niels Gade (Viola) und Bernhard Cossmann (Violoncello), das Klavierquartett op. 47 von Robert Schumann. 1851 widmete ihr Ferdinand David seine Sechs Lieder op. 29.
Am 4. Juli 1853 verlobte sie sich mit dem deutsch-niederländischen Geiger und Mitglied des Gewandhausorchesters Engelbert Röntgen (1829–1897), er wurde 1874 Konzertmeister des Leipziger Gewandhausorchesters. Im Juni 1854 heiratete das Paar in Leipzig. Aus der Ehe gingen drei Kinder hervor: Julius Engelbert Röntgen (1855–1932), Johanna Caroline Röntgen (1857–1926), Zeichenlehrerin, und Caroline Elisabeth Röntgen (1860–1934), ebenfalls Pianistin in Leipzig.
Auch nach ihrer Heirat trat Pauline Röntgen bis in die 1880er Jahre weiterhin öffentlich auf, wie z. B. bei einer Quartettsoiree in Halle, zusammen mit ihrem Mann, am 4. November 1854. Ebendort spielte sie, ebenfalls mit ihrem Mann, im Januar 1855 Beethovens Trio B-Dur op. 93. Ein Rezensent urteilte hierzu: „Frau Röntgen ist in neuerer Zeit durch ihr treffliches Spiel das enfant gâté unsers musikliebenden Publikums geworden; sie zeigte sich auch an diesem Abende des schönen Vorrechtes durchaus würdig und reproducirte mit vollstem Verständniß Beethovens Werk.“ Auch mit ihrem Sohn trat sie mehrmals auf, wie z. B. am 19. Februar 1871 im Leipziger Gewandhaus, sie spielte zusammen mit Julius Röntgen von ihm komponierte vierhändige Stücke für Klavier (vermutlich op. 4).
1888 starb Pauline Röntgen im Alter von 57 Jahren in Leipzig.